# Sima Zhao
Sima Zhao (kinesiska 司馬昭, Sīmǎ Zhāo), född 211, död 6 september 265,  var en kinesisk krigsherre, regent och politiker från dynastin Cao Wei under De tre kungadömenas period.
Efter Sima Zhao besegrade Shu-Han i 263 blev han hertig av Jin, vilket betydde att han fick tio komturer. Ett år senare tog han titeln prins av Jin, vilket bl.a. fördubblade antal komturer som förlänades till honom..
I dagens kinesiska finns det ett ordspråk om Sima Zhao: 司馬昭之心, 路人皆知 (Sīmǎ zhāozhī xīn, lùrén jiē zhī). Det betyder ungefär "alla på gatan vet vad som Sima Zhao tänker". Historian bakom ordspråket är att den svaga kejsaren av Wei Cao Mao, vars regent Sima Zhao var, sade att Sima Zhaos strävan att ta makten var en öppen hemlighet som alla visste..